# Parafia Najświętszej Maryi Panny Częstochowskiej w Obierwi
Parafia pw. Najświętszej Maryi Panny Częstochowskiej w Obierwi – parafia rzymskokatolicka należąca do dekanatu Kadzidło, diecezji łomżyńskiej, metropolii białostockiej. 
Erygowana w 1987 roku. Jest prowadzona przez księży diecezjalnych.

## Obszar parafii
W granicach parafii znajdują się miejscowości:
- Obierwia,
- Chudek,
- Olszewka,
- Szwendrowy Most.